# كأس تونس 2009–10
كأس تونس لكرة القدم 2009-2010 هو الموسم رقم 53 منذ الاستقلال وال78 منذ إنشائه من كأس تونس لكرة القدم.

فاز بهذا الموسم الأولمبي الباجي، وجاء ثانيا النادي الرياضي الصفاقسي.

## روابط خارجية
- الموقع الرسمي للجامعة التونسية لكرة القدم.